# Copa del Pacífico 1993
La Copa del Pacífico 1993 fue un torneo internacional de fútbol de carácter no oficial, disputado en el estadio George Capwell de Guayaquil.
La primera fase de semifinales se la disputó el 7 de febrero, mientras que el partido por tercer puesto y la gran final se los realizó el 10 del mismo mes.
Los equipos participantes fueron: Millonarios Fútbol Club (ganador de la edición anterior), Club Sport Emelec, Barcelona Sporting Club y Club de Deportes Cobreloa.
Se coronó campeón el Club Sport Emelec.

## Cuadrangular
|  | Semifinales | Semifinales |   |          | Final       | Final |  |
|  |             |             |   |          |             |       |  |
|  |             |             |   |          |             |       |  |
|  |             |             |   |          |             |       |  |
|  | Emelec      | 1           |   |          |             |       |  |
|  | Millonarios | 0           |   |          |             |       |  |
|  |             |             |   |          |             |       |  |
|  |             |             |   |          |             |       |  |
|  |             |             |   |          | Emelec      | 2     |  |
|  |             | Barcelona   | 0 |          |             |       |  |
|  |             |             |   |          |             |       |  |
|  |             |             |   |          |             |       |  |
|  |             |             |   |          | 3º puesto   |       |  |
|  |             |             |   |          |             |       |  |
|  | Barcelona   | 2           |   | Cobreloa | 5           |       |  |
|  | Cobreloa    | 1           |   |          | Millonarios | 1     |  |

|                |
| Campeón Emelec |